# 芝山正員
芝山 正員（しばやま まさかず）は、戦国時代から安土桃山時代の武将。

## 生涯
最初遠江国の豪族井伊氏に、次いで三河国上村城の酒井忠尚に仕えた。永禄6年（1563年）上村城が徳川氏のものとなるとこれに従い、酒井忠次の指揮下に入って各地を転戦した。ある時、家康の前で敵を討ち取る武功を立てたため、その時に使っていた刀を「老の杖」の名乗りを与えられた。徳川氏の関東移封後の天正19年（1591年）武蔵国内に300石を与えられ、新座郡大和田村に陣屋を置いた。晩年は徳川秀忠付きとなった。長男正清は姉川の戦いで戦死していたため、家督は次男の正親が継承した。